# أمبير بيترسون
أمبير بيترسون هي متزحلقة حرة كندية، ولدت في 24 أبريل 1982 في ثاندر باي في كندا.

## وصلات خارجية
- أمبير بيترسون على موقع الاتحاد الدولي للتزلج (التزلج الحر) (الإنجليزية)
- أمبير بيترسون على موقع أوليمبيديا (الإنجليزية)